# 馬之駿
馬之駿（1588年—1625年），字仲良，號九逵，回族，河南新野縣人。明朝官員、詩人。

## 生平
萬曆三十七年（1609年）己酉科河南鄉試第四名举人，三十八年（1610年）庚戌科進士，官戶部主事，四十一年榷浒墅鈔关，歷官户部山西司郎中。四十五年因京城宅院发生鬼魅之事，被贬谪为广德州同知，遷應天府通判，復除户部主事，升员外郎，天啓五年卒。

## 文学成就
工詩，與王穉登之子王留造作新聲，追求以“新警鮮異”相唱和。有《妙遠堂集》。

## 家族
曾祖父马玘。祖父马文经，誥贈中憲大夫。父亲馬化龍，天津兵备副使。母王氏，累封恭人。慈侍下。兄馬之騏，同科進士。弟之骅、之骝、之驥、之騟、之騄、之駬。妻子田氏，继娶左氏，封安人。